# Флавієва дорога
45°10′32″ пн. ш. 13°59′23″ сх. д. / 45.175655° пн. ш. 13.989789° сх. д.
Флавієва дорога (лат. Via Flavia) — римська дорога в Далмації, збудована імператором Тітом Флавієм Веспасіаном (звідки й отримала назву) в 78-79 роках.
Дорога починалась в Тергесті (лат. Tergeste, зараз Трієст), та йшла вздовж істрійського узбережжя через Colonia Pietas Iulia Pola (зараз Пула), Тарсатика Романа (зараз Рієка), Тарсата Лібурна (зараз Трсат) і далі в Далмацію, де з'єднувадась з Віа Геміна.
Це була одна з найважливіших римських доріг, що не починалась в Римі.